# Guerra civil española en Valencia de Don Juan
Valencia de Don Juan es un pueblo de León, llamado durante la Alta Edad Media Coyança, donde se celebró el famoso Concilio de Coyanza en 1093. Actualmente conocido por su castillo del siglo XV y que tiene unos 5000 habitantes. 

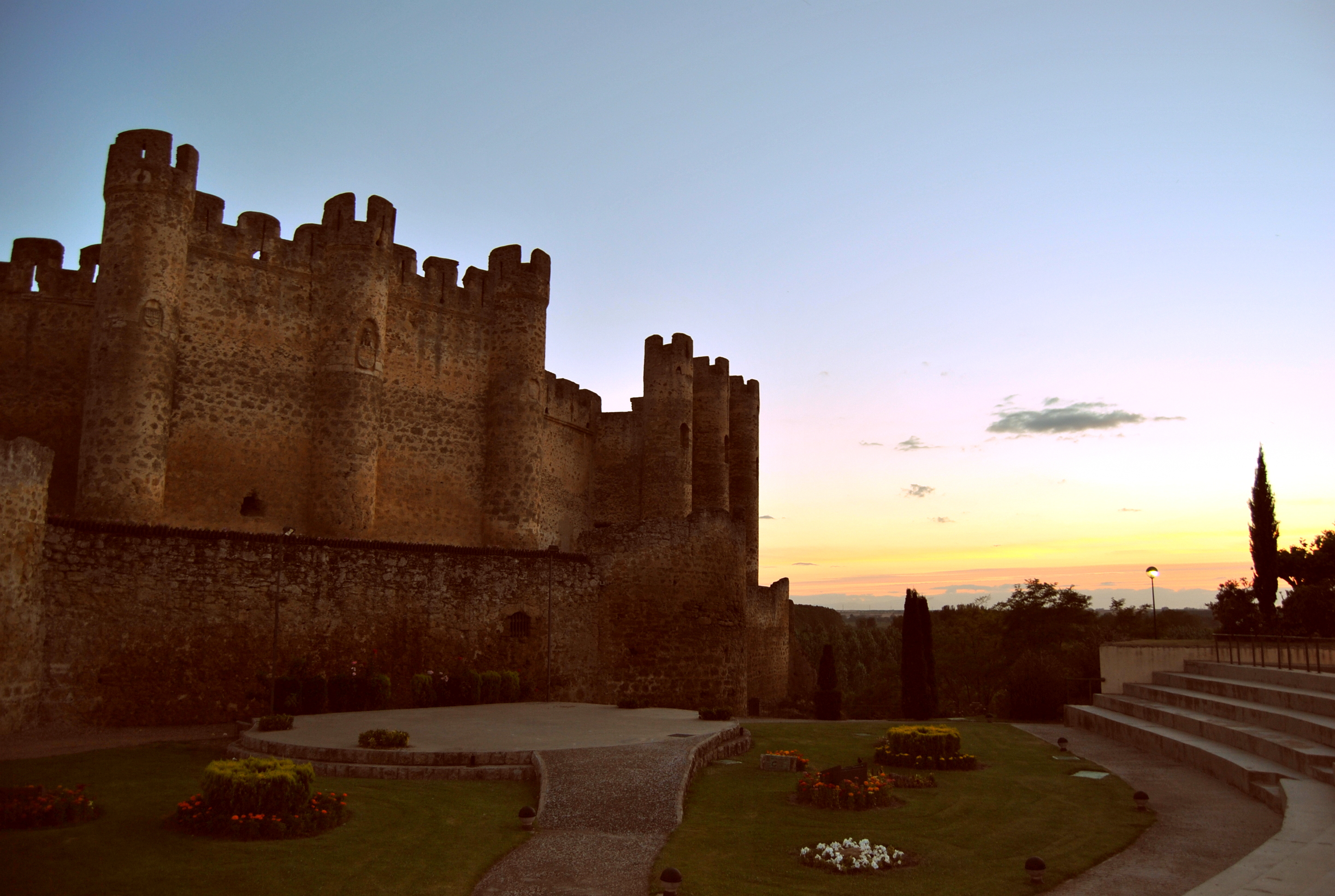
Castillo y auditorio de Valencia de Don Juan

Resalta durante la Guerra Civil y la Posguerra, debido a que allí se encontraba uno de los 19 campos de concentración que había en la comunidad de Castilla y León, los cuales comenzaron a surgir tres años antes de la Segunda Guerra Mundial.

## Los campos de concentración en Castilla y León
Eran edificios que ahora albergan paradores, monasterios de recogido silencio o campos que se han convertido en grandes fábricas fueron el terrible escenario de humillaciones, palizas y trabajos forzosos en los que miles de prisioneros de guerra, que siguieron sin libertad incluso al finalizar el conflicto, vivieron en condiciones infrahumanas.
El más duradero (1937-1947) e importante del régimen de Franco fue el de Miranda de Ebro (Burgos), en el cual se metieron el doble de presos que en teoría cabrían. Esta situación se repetía en todos los campos, donde la media era de un 151% de ocupación.

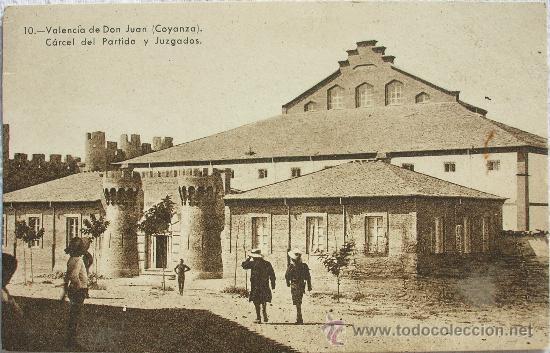
Cárcel de Valencia de Don Juan

Entre los campos estables de Castilla y León, según los datos recogidos por Javier Rodrigo, se encuentran el de San Pedro de Cardeña (Burgos) y Soria, Miranda de Ebro y Aranda de Duero (Burgos); San Marcos y Santa Ana en la capital leonesa; Valencia de Don Juan (cárcel que estaba tan llena que en 1938 se vieron obligados a "habilitar" las paneras de los Almacenes Ponga para acoger a los presos, formándose un campo de concentración); Monasterio de la Santa Espina y Medina de Rioseco (Valladolid), Palencia, y Burgo de Osma (Soria), todos abiertos en 1937. En 1939 se crearon los de Toro, Zamora, Valbuena de Duero (Valladolid) y Ciudad Rodrigo (Salamanca). 
Hoy no queda ninguna huella de la función que estos lugares cumplieron hace años; un solo monumento escondido al lado de las vías del tren recuerda a los trabajadores de Miranda de Ebro, mientras que en el actual Parador Nacional de León una pequeña placa con dos párrafos de texto informa del siniestro uso que tuvo el convento de San Marcos durante más de tres años. Y del de Valencia de Don Juan, solo se conserva el arco de la entrada.

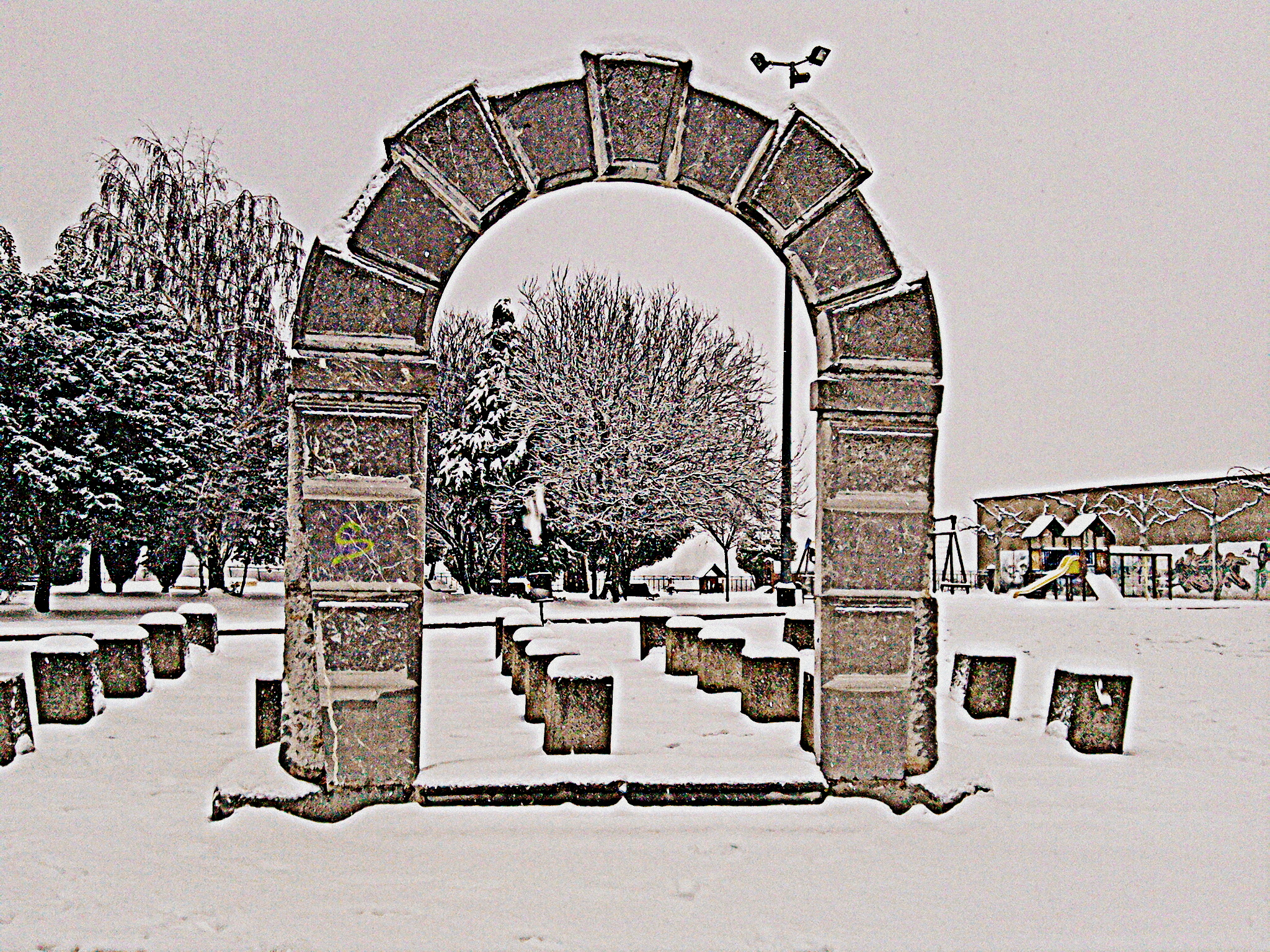
Restos de la cárcel de Valencia de Don Juan

## Los Republicanos Paseados de Valencia de Don Juan
En Valencia de Don Juan, cuatro de las al menos seis personas que fueron asesinadas tras el golpe de Estado franquista eran concejales de la comisión gestora del Frente Popular nombrada el 20 de marzo de 1936, que se vieron en la circunstancia de morir durante la Guerra Civil sin que se les hubiese realizado un juicio, o se les hubiera dado una sepultura digna.

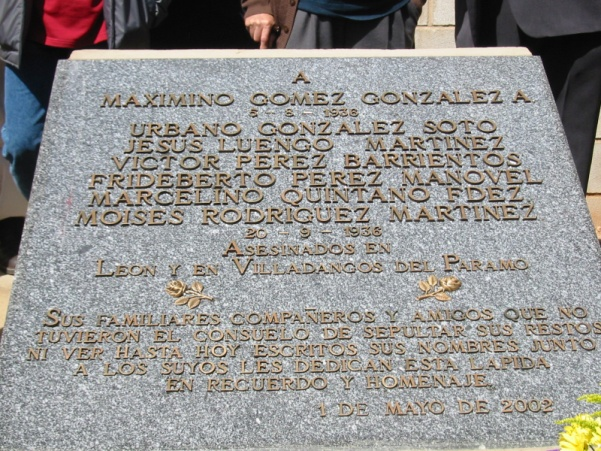
Placa conmemorativa de los republicanos "paseados"

En la tarde del 20 de septiembre de 1936 fueron secuestrados, por haber defendido sus ideas de libertad y justicia social, sin ningún tipo de orden judicial y llevados a la prisión provisional que había sido instalada en lo que hoy es el hostal de San Marcos (León). Los responsables de este establecimiento se negaron a admitirles y los que los conducían los llevaron al Monte de Villadangos donde les tirotearon y abandonaron. Fueron inscritos como "desconocidos" y recogidos por unos vecinos que se turnaban para dar sepultura a los que caían en parecidas circunstancias. Existe la certeza de que fueron enterrados en el cementerio de Villadangos pero es imposible identificar y recuperar sus restos. 
Éstos fueron Víctor Pérez Barrientos, 
Marcelino Quintano Fernández, 
Jesús Luengos Martínez,  
Urbano González Soto.
"Muero inocente. Nunca hice mal a nadie, pero el tener ideales se paga caro en la vida. [...] que se apague el incendio que hoy asola nuestra patria y que no se derrame ni una gota de sangre más". 
Estas líneas forman parte de la misiva que envió Antonio García Pérez, delegado de las Juventudes Socialistas de Valencia de Don Juan, desde la cárcel provincial el 4 de octubre de 1936 poco antes de ser fusilado.